# Antonio Segni
Antonio Segni (phát âm tiếng Ý: [antɔnjo seɲɲi], 2 tháng 2 năm 1891 - 1 tháng 12 năm 1972) là một chính trị gia Ý, là Thủ tướng thứ 34 của Ý (1955-1957, 1959-1960) và Tổng thống thứ tư của Cộng hòa Ý 1962 đến 1964. Chủ tịch Đảng Dân chủ Kitô giáo (tiếng Ý: Democrazia Cristiana-DC), ông là người Sardinia đầu tiên trở thành Thủ tướng Ý.

## Tiểu sử
Là con trai của một gia đình địa chủ Sardinia, sinh tại Sassari, Sardinia, ông đã học hành trở thành một luật sư có trình độ về luật về nông nghiệp và thương mại. Segni gia nhập Đảng Nhân dân Ý (Partito Popolare Italiano) - tiền thân của Đảng Dân chủ Ki-tô - vào năm 1919. Năm 1924, ông là một thành viên của hội đồng quốc gia của đảng, cho đến khi hai tổ chức chính trị bị giải tán bởi Benito Mussolini hai năm sau đó 1926. Trong 17 năm tiếp theo, Segni đã giảng dạy Luật Nông nghiệp tại Đại học Pavia, Perugia và Cagliari; Ông cũng là Hiệu trưởng của Đại học Sassari.
Năm 1943, Segni là một trong những người tổ chức Đảng Dân chủ Ki-tô tại Sardinia. Ông giữ các vị trí bộ trưởng trong nhiều chính phủ của Đảng Dân chủ Thiên chúa giáo từ năm 1944 trở đi, bất chấp tình trạng yếu đuối của ông. Tạp chí Time đã từng trích dẫn một người bạn: "Ông ấy giống Colosseum, trông giống như một tàn tích nhưng ông ấy sẽ ở đó trong một thời gian dài." Năm 1946, ông được bầu vào Quốc hội Lập hiến sau Chiến tranh thế giới II và Cho quốc hội vào năm 1948.